# Sphegina
Sphegina là một chi ruồi trong họ Syrphidae.

## Hình ảnh

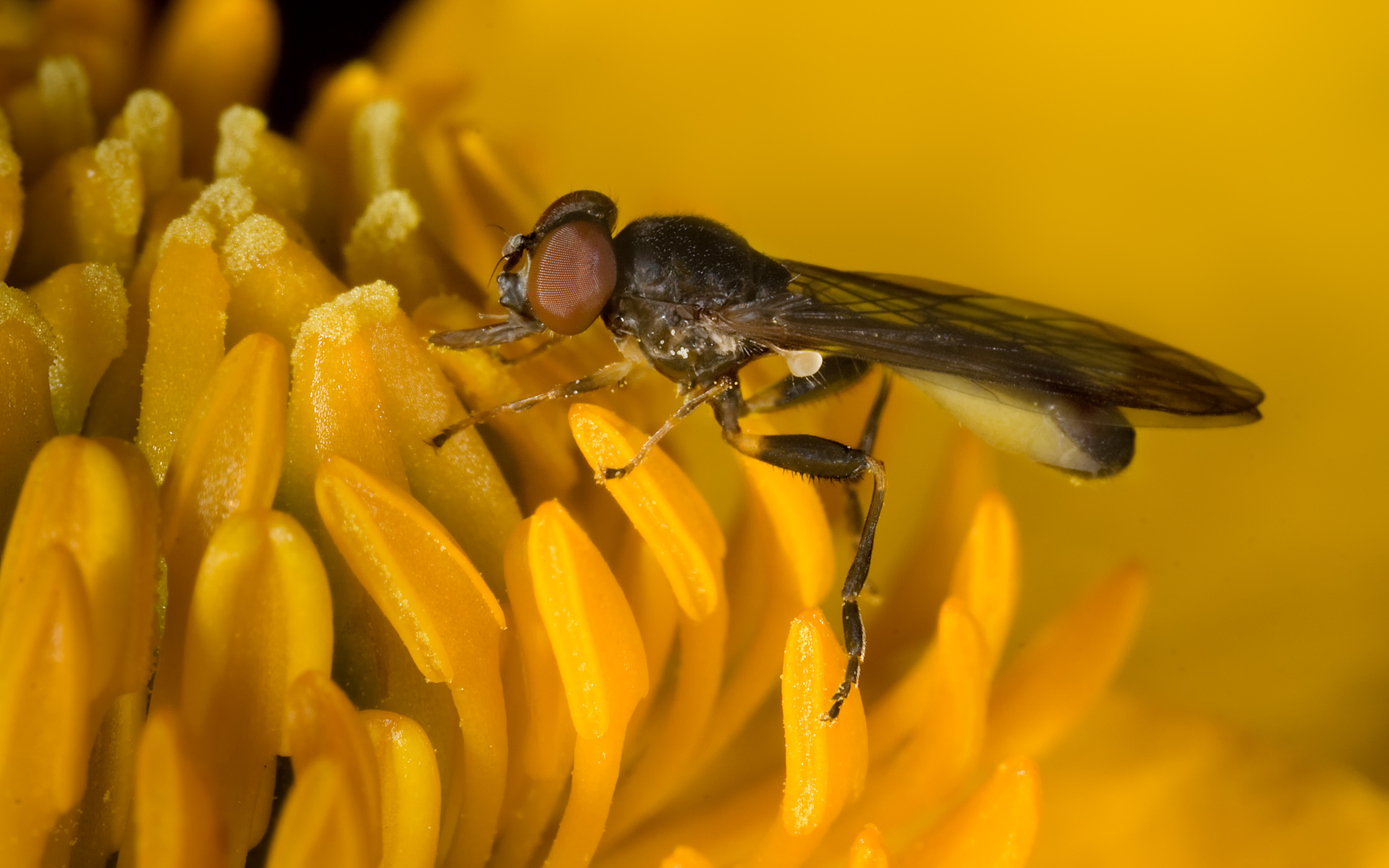
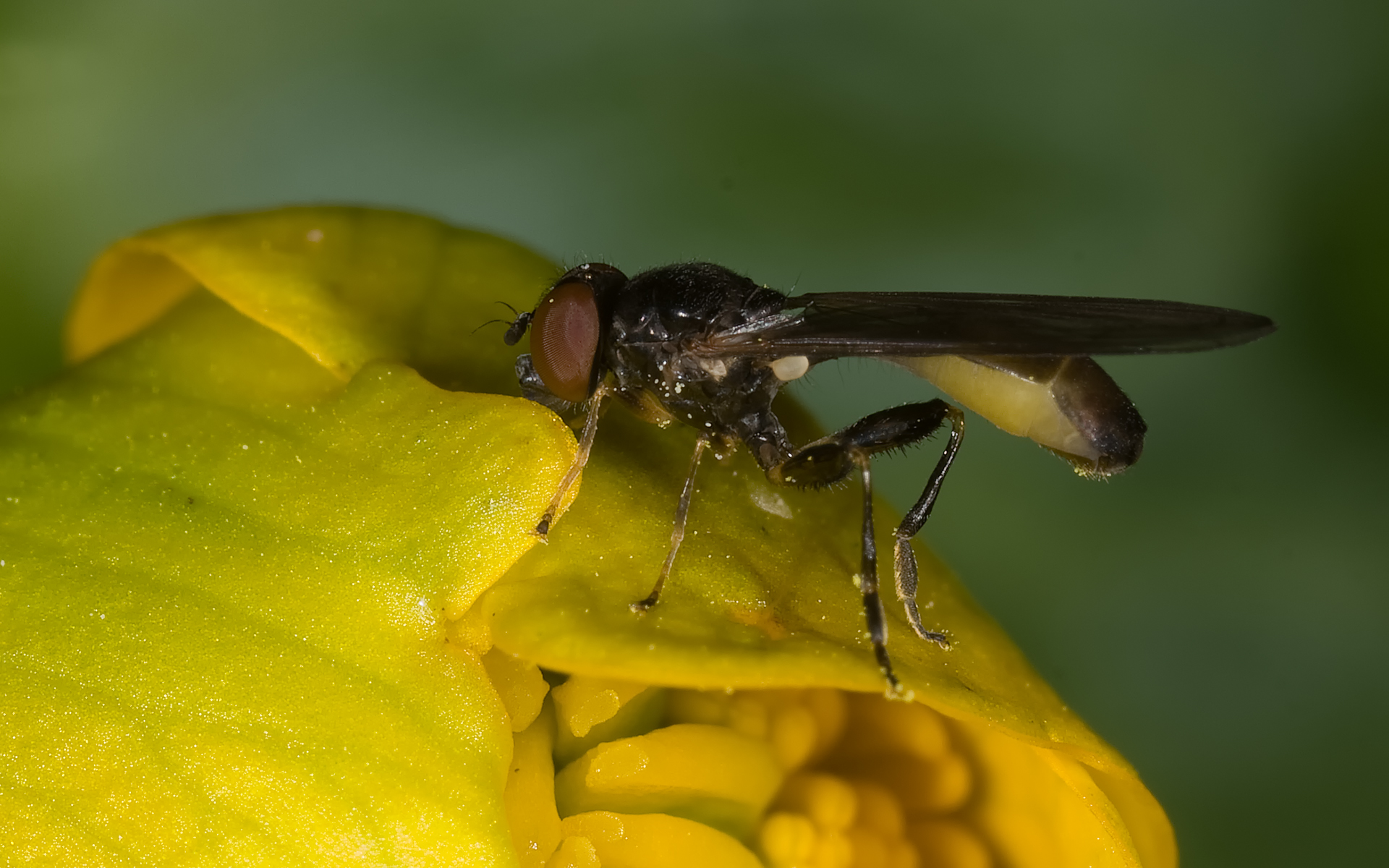